# DIGIC

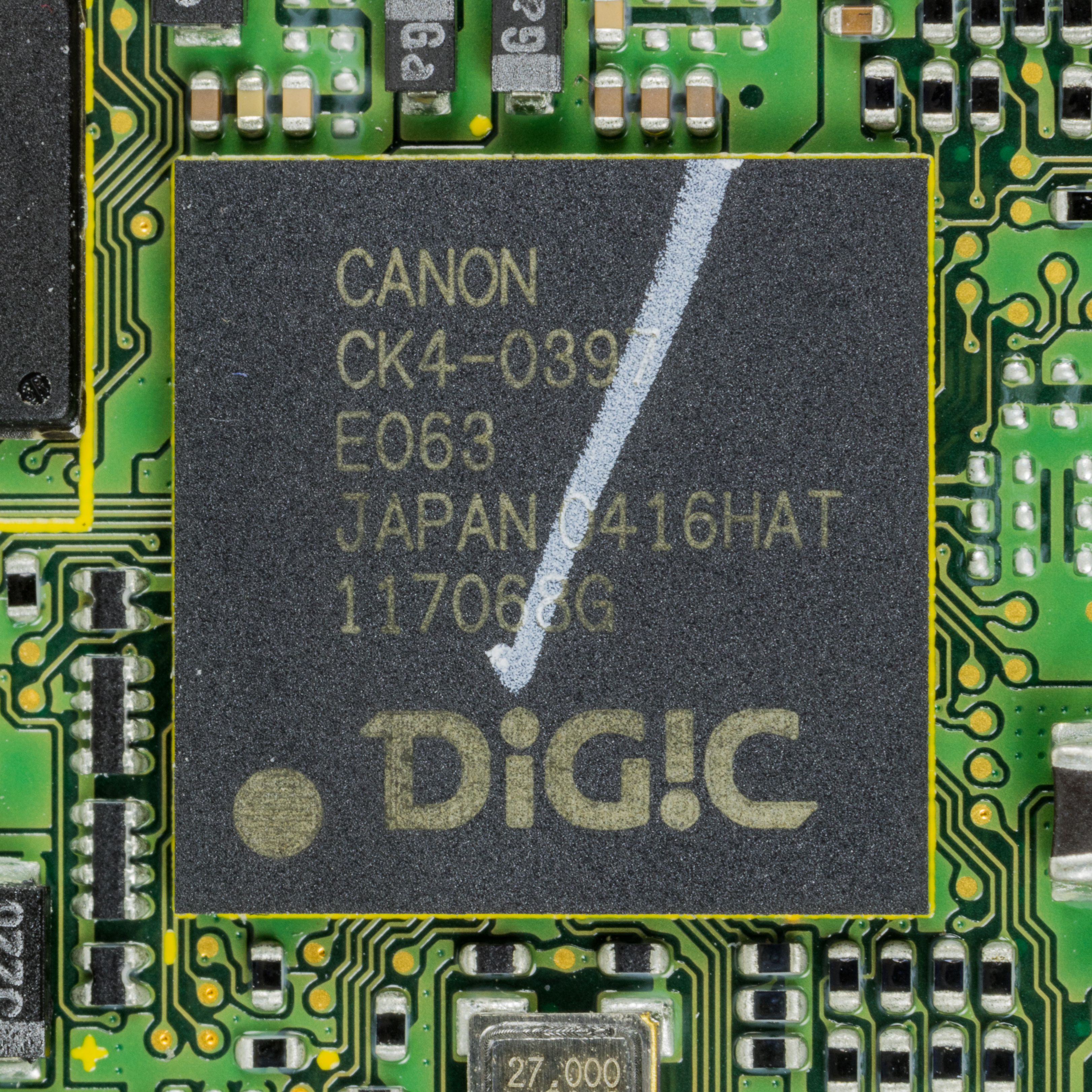
Canon Digic CK4-0397

Logo der Digic-Prozessoren

Mit Digic (Digital Imaging Core; Eigenschreibweise in unterschiedlichen Groß- und Kleinschreibungen, manchmal vollständig in Versalien) bezeichnet der japanische Hersteller Canon eine Reihe eigenentwickelter Bild- und Videoprozessoren. Sie werden seit 2002 in vielen Digitalkameras des Unternehmens eingesetzt. Die Bezeichnung einzelner Prozessoren erfolgt dabei in römischen und indisch-arabischen Ziffern.

## Historie
Der ursprüngliche Digic-Prozessor erschien 2002. 2004 folgte die  Version Digic II, 2006 die Version Digic III. Mit dem Modell Canon EOS 50D wurde im Oktober 2008 der Digic-4-Prozessor eingeführt. Die Generation Digic 5 wurde am 15. September 2011 mit der Präsentation der PowerShot S100 eingeführt. Eine verbesserte Version dieses Prozessors, der Digic 5+, wurde in den EOS-Modellen 6D, 1D X, 70D und 5D Mark III verwendet. Der Nachfolger Digic 6 kam im April 2013 im Modell Powershot SX280 HS zum Einsatz. In paralleler Bauweise wurde dieser Prozessor im September 2014 mit dem weiterentwickelten Modell EOS 7D Mark II vorgestellt. In der EOS 5D Mark IV, die im September 2016 in den Markt eingeführt wurde, wurde der Prozessor Digic 6+ eingeführt. In den Kameramodellen Canon PowerShot G7 X Mark II und Canon EOS M5 wurde der Nachfolger Digic 7 erstmals eingesetzt. Dessen Nachfolgeprozessor Digic 8 fand initial in der Kamera Canon EOS M50 Einsatz; Canon führte mit diesem die Möglichkeit von 4k-Video-Aufnahmen in die EOS-Baureihe ein (bis zu 25 fps unter Verwendung einer MPEG-4-AVC/H.264-Kompression). Mit der Canon EOS-1D X Mark III wurde im Februar 2020 der Digic X Prozessor eingeführt. Er ermöglicht es 4k Videos mit bis zu 60 fps aufzunehmen.

## Beschreibung
Die Digic-Bildprozessoren (zumeist mit ARM-Kern) übernehmen alle Aufgaben der digitalen Bildverarbeitung und der Kamerasteuerung. Waren beim ersten Digic noch drei ICs verwendet worden (für Kamerasteuerung, Bildverarbeitung, Videobearbeitung), so wurden ab dem Digic II alle Funktionen auf einem einzelnen Chip implementiert. Dazu zählen insbesondere die JPEG-Komprimierung, Steuerung der Speicherkartenfunktionen, Ansteuerung des LC-Bildschirms, automatische Belichtungsmessung und Belichtungssteuerung, Autofokus und automatischer Weißabgleich. Das Konzept der hardwareseitigen Kamerasteuerung mit einem Chip bringt laut Hersteller Vorteile wie schnellere Reaktionszeiten bzw. kürzere Auslöseverzögerung, bessere Bildverarbeitung, schnelleren und präziseren Autofokus sowie längere Akkulaufzeiten.
Die Digic-Bildprozessoren bilden die Basis für Canons iSAPS-Technik („Intelligent Scene Analysis based on Photographic Space“) bei digitalen Spiegelreflexkameras. Dabei werden unmittelbar vor dem Auslösen wesentliche fotografische Parameter der Aufnahmeszene wie Brennweite, Helligkeit und Tonwertverteilung ausgelesen, analysiert und geeignete Kameraeinstellungen auf Basis eines statistischen Modells interpoliert. Die mit Digic/iSAPS ausgestatteten Kameras erreichen dadurch eine schnellere und präzisere Funktion von Autofokus, Belichtungssteuerung sowie Weißabgleich und daraus resultierend auch eine bessere Bildqualität.

## Alternativer Firmware-Aufsatz
Für einige Kameras (meist der Kompakt-Reihe) mit Digic-II-, -III-, -4-, -5-  und -6-Prozessor ist ein alternativer Firmware-Aufsatz erhältlich. Unter dem Namen CHDK („Canon Hacker Development Kit“) wird eine freie Software entwickelt, die auf die Speicherkarte geschrieben wird und die ursprüngliche Firmware um zahlreiche Funktionen ergänzt. Wahlweise kann CHDK beim Einschalten automatisch oder manuell geladen werden. Die Speicherkarte muss für den automatischen Start von CHDK startfähig gemacht werden. Diese Änderung ist nicht permanent und kann jederzeit durch Austausch der Speicherkarte deaktiviert werden. Die ersten Kameras mit Digic-III-Prozessor verwendeten das Betriebssystem VxWorks, die neueren Canons Eigenentwicklung DryOS. Die alternative Firmware bietet viele diverse Zusatzfunktionen, wie etwa eine Batteriefüllstandanzeige, Unterstützung von Raw-Dateien, zusätzliche Einstellmöglichkeiten, erweiterte Informationen auf dem Monitor. Zur Automatisierung von fototechnischen Abläufen können Skripte (in Lua und uBasic) eingesetzt werden.
Für die 5D Mark II und weitere Modelle der EOS-Reihe existiert mit Magic Lantern ein ähnliches Open-Source-Projekt, das sich auf die Video-Funktion konzentriert. Diese Spiegelreflexkameras besitzen einen Digic-4-Prozessor und setzten ebenfalls DryOS ein, verfügen jedoch von Haus aus über die gängigen Funktionen, die auf den Kompaktkameras mittels CHDK nachgerüstet werden. Deshalb hat sich das Magic-Lantern-Projekt darauf spezialisiert, die Filmfunktionen der Kameras zu verbessern und auszubauen.